# بطولة الأمم الرئيسية 1895
بطولة الأمم الرئيسية 1895 (بالإنجليزية: 1895 Home Nations Championship)‏ هو الموسم 13 من  بطولة الأمم الرئيسية. كان عدد الأندية المشاركة فيه  4، وفاز فيه منتخب اسكتلندا الوطني لاتحاد الرغبي.